# The Story (Runrig-album)
The Story er det fjortende og hidtil seneste album fra den skotske keltiske rockband Runrig. Det blev udgivet d. 29. januar 2016 på Ridge Records. Albummet er af særlig vigtighed, da det er gruppens sidste studiealbum. Førstesinglen har også titlen "The Story", blev udgivet i november 2015. For at promovere albummet udførte Runrig en stor turné i Storbritannien og Europa, inklusive en sommerkoncert på Edinburgh Castle samt som hovednavn på den 21. HebCelt Festival på Isle of Lewis.

## Spor
| Nr. | Titel                            | Længde |
| --- | -------------------------------- | ------ |
| 1.  | "The Story"                      | 5:24   |
| 2.  | "Onar"                           | 5:37   |
| 3.  | "Rise and Fall"                  | 6:07   |
| 4.  | "Elegy"                          | 1:26   |
| 5.  | "Every Beating Heart"            | 3:51   |
| 6.  | "The Years We Shared"            | 3:43   |
| 7.  | "When the Beauty"                | 3:25   |
| 8.  | "18th July"                      | 5:26   |
| 9.  | "An-Duigh Ghabh Mi Cuairt"       | 3:55   |
| 10. | "The Place Where the Rivers Run" | 4:10   |
| 11. | "Somewhere"                      | 5:18   |

## Hitlister
| Hitliste (2016)               | Højeste placering |
| ----------------------------- | ----------------- |
| Danmark (Album Top-40)        | 2                 |
| Tyskland (Media Control)      | 6                 |
| Schweiz (Schweizer Hitparade) | 51                |
| Storbritannien (OCC)          | 26                |